# Mario Massimo Caruso
Mario Massimo Caruso (Trapani, 30 luglio 1969) è un ex calciatore italiano, di ruolo centrocampista.

## Carriera
Inizia la sua carriera nel Trapani Calcio; in seguito viene acquistato dal Foggia dove viene allenato anche da Zdeněk Zeman.
Passa poi al Modena dove gioca due campionati cadetti; viene acquistato dal Napoli allenato da Marcello Lippi che riesce a centrare la zona UEFA.
La stagione dopo passa al Parma. Qui gioca soprattutto in Coppa Italia, quindi viene mandato in prestito per alcune stagioni. Tornato in Emilia, decide di svincolarsi. Con la maglia del Parma ha vinto una Coppa UEFA.
Ricomincia a giocare con l'Ascoli, di cui diventa il capitano. Gli anni successivi li passa tra Giulianova, Sambenedettese, Rieti e Vigor Senigallia prima di ritirarsi con la maglia della Maceratese.

## Palmarès
- Campionato italiano di Serie B: 1

Foggia: 1990-1991
- Campionato italiano Serie D: 1

Sambenedettese: 2000-2001 (girone F)